# The System has Failed
The System has Failed is het tiende studiealbum van de Amerikaanse metalband Megadeth. Het album is uitgebracht op 14 september 2004 onder het label Sanctuary Records. The System has Failed is het eerste studioalbum van Megadeth na het uiteenvallen van de band in 2002, als gevolg van een zenuwblessure van Dave Mustaine.

## Heroprichting van Megadeth
In 2004 besloot Dave Mustaine, na twee jaar intensief herstel, de band Megadeth nieuw leven in te blazen. Mustaine had daarvoor maandenlang gespeeld met het idee om een solo-album uit te brengen, maar werd door contractuele verplichtingen gedwongen om nieuwe muziek uit te brengen onder de naam Megadeth.
Tijdens de reformatie van de band liep het conflict tussen Dave Mustaine en oud-bassist David Ellefson hoog op. Ellefson was het enige lid van de originele bezetting die tot 2002 in de band was gebleven. Als gevolg van een rechtszaak keerde Ellefson niet terug in Megadeth. Een poging van Dave Mustaine om oud-drummer Nick Menza terug te brengen in de band mislukte ook. Uiteindelijk reformeerde Mustaine Megadeth daarom met een geheel nieuwe bezetting.

## Ontvangst van het album
The System has Failed werd door veel critici aangeprezen als een terugkeer naar de muzikale wortels van Megadeth. Het album was sneller en agressiever dan de muziek die Megadeth had gemaakt in de periode tussen 1997 en 2002, toen de band meer experimenteerde met alternatieve stijlen, jazz en rock. Ook het coverwerk op het album werd geprezen. Slechts enkelen beoordeelden het album met een lage score, voornamelijk omdat de band nog altijd een meer gepolijst en mainstream geluid liet horen dan op de klassieke albums uit de jaren 80 en begin jaren 90.

## Nummers
Alle muziek en teksten zijn geschreven door Dave Mustaine. 
| 1.                 | Blackmail the Universe                               | 4:33 |
| 2.                 | Die Dead Enough                                      | 4:18 |
| 3.                 | Kick the Chair                                       | 3:57 |
| 4.                 | The Scorpion                                         | 5:59 |
| 5.                 | Tears in a Vial                                      | 5:21 |
| 6.                 | I Know Jack                                          | 0:40 |
| 7.                 | Back in the Day                                      | 3:27 |
| 8.                 | Something That I'm Not                               | 5:07 |
| 9.                 | Truth Be Told                                        | 5:40 |
| 10.                | Of Mice and Men                                      | 4:04 |
| 11.                | Shadow of Deth (lyrics: Psalm 23, credited to David) | 2:15 |
| 12.                | My Kingdom                                           | 3:03 |
| Totale duur: 48:24 |                                                      |      |

## Personele bezetting
Gedurende de opnamesessies van The System has Failed was Dave Mustaine het enige officiële lid van Megadeth. De andere muzikanten die voor het album werden ingehuurd deden dat puur op contractbasis. 
- Dave Mustaine (vocalen en gitaar)
- Chris Poland (gitaar)
- Jimmie Lee Sloas (basgitaar)
- Vinnie Colaiuta (drums)